# José de Vasconcelos e Sá
José de Vasconcelos e Sá, 1.° Barão de Albufeira (Lisboa, Pena, 19 de Março de 1775 – Lisboa, 4 de Outubro de 1842) foi um militar e maçon português.

## Biografia
Filho de Teodoro José de Vasconcelos e Sá e de sua mulher Maria Josefa Caetana Pereira Monteiro de Aboim Gutiérrez, de ascendência Espanhola.
Oficial de Infantaria do Exército, atingiu o posto de Marechal-de-Campo.
Tomou parte na Campanha do Rossilhão, integrado na Leal Legião Portuguesa, nas Guerras Napoleónicas, onde se distinguiu, entre 1808 e 1810, e na Guerra Peninsular contra os Franceses, entre 1810 e 1814.
Iniciado na Maçonaria em data e Loja desconhecidas e com nome simbólico desconhecido, pertenceu à Loja Militar Cavalheiros da Cruz, fundada pelos Oficiais Portugueses em Grenoble, onde ocupou o cargo de Segundo Vigilante.
Desempenhou as funções de Governador de Almeida, Governador das Armas da Província de Trás-os-Montes e Alto Douro e Governador das Armas da Província da Estremadura.
Recebeu em 1823 o título de 1.° Barão de Albufeira.
Liberal, foi Senador do Reino de 1838 a 1840 e Deputado de 1840 a 1842.
Foi pai do 2.° Barão de Albufeira e do 1.° Visconde de Silvares.